# 龙江县
龙江县在中华人民共和国黑龙江省西部，是齐齐哈尔市下辖的一个县，邻接内蒙古。

## 行政区划
龙江县下辖8个镇、6个乡：
龙江镇、景星镇、龙兴镇、山泉镇、七棵树镇、杏山镇、白山镇、头站镇、黑岗乡、广厚乡、华民乡、哈拉海乡、鲁河乡和济沁河乡。

## 历史
清天聪年间为索伦、达斡尔两部游牧地，隶属索伦总管。康熙三十七年（1698年），黑龙江右翼副都统移驻齐齐哈尔，受其管辖。康熙四十九年(1710年）黑龙江右翼副都统改称齐齐哈尔副都统，隶属黑龙江将军管辖。光绪三十一年（1905年）十二月设黑水厅，废齐齐哈尔副部统。光绪三十四年（1908年）由黑水厅升为龙江府。
民国二年（1913年）改为龙江县，划属黑龙江省龙江道所辖。民国十八年（1929年）东北政务委员会成立，废道制，县归省直辖，龙江县直隶黑龙江省，为一等县，满洲国建国之初仍沿用旧制。康德元年（1934年）十二月满洲国实行地方行政机构改革，将国内划分十四省，龙江县划归新设的龙江省管辖。康德三年（1936年）由龙江县析置齐齐哈尔市。民国三十五年（1946年）4月，龙江县从齐齐哈尔市区迁至富拉尔基。民国三十六年（1947年）六月五日公布东北新省区方案，改为九省，取消龙江省，龙江县划归嫩江省管辖。

1947年－1949年，龍江縣屬嫩江省管轄

1949年，龙江县划属黑龙江省所辖。1955年9月，龙江县由富拉尔基迁驻朱家坎镇。1956年景星县又并入龙江县。1958年9月，朱家坎镇改名为龙江镇。1985年实行市管县的新体制，撤销嫩江地区，龙江县归齐齐哈尔市所辖。

## 人口
根據第七次人口普查數據，截至2020年11月1日零時，龍江縣常住人口為414285人。

## 名人
翟志刚：中国首位进行太空行走的宇航员。
趙志華